# 上出裕也
上出 裕也（かみで ひろや、1964年9月23日 - ）は、京都府京都市出身のプロゴルファー。

## 来歴
京都市立加茂川中学校卒業。
15歳からゴルフを始め、宮本康弘に師事し、1986年にプロ入りする。
1989年には日経カップ 中村寅吉メモリアルで渡辺司・中嶋常幸と並んでの7位タイ、1990年の関西プロでは平石武則・中村彰男・甲斐俊光と並んでの10位タイ、1990年の大京オープンでは藤木三郎・福沢孝秋・入野太・真板潔と並んでの9位タイに入った。
1990年のデサント大阪オープンでは初日に曽根保夫と共に66をマークして首位タイでスタートし、最終日には69をマークして松井角次に並ばれたが、プレーオフで松井を下して初優勝。
1991年のマルマンオープンでは2日目に66をマークして初日30位タイから一気に金子柱憲、イアン・ウーズナム（ウェールズ）、中川敏明と並んでの首位タイに浮上し、3日目には4位に着け、最終日にはウーズナムと共にバレント・フランクリン（カナダ）と並んでの5位タイに入った。
1991年の関西オープンでは3日目に68をマークして初日44位タイ→2日目19位タイから大井手哲・高崎龍雄・井戸木鴻樹・杉原輝雄と並んでの6位タイに浮上し、最終日には渋谷稔也・甲斐俊光と並んでの4位タイに入った。
1993年のNST新潟オープンでは3日目に67をマークして初日19位タイ→2日目33位タイから飯合肇と並んでの8位タイに浮上し、最終日には69をマークして飯合と共にサムソン・ギムソン（シンガポール）、金子と並んでの6位タイに入った。
1994年のアサヒビール・ゴルフダイジェストでは2日目に65をマークして泉川ピートと並んでの首位タイに立ち、最終日には68をマークして佐々木久行と並んでの7位タイに入った。
1994年の大京オープンでは最終日に64をマークして木村政信と並んでの10位タイに入った。
1995年のPGAフィランソロピートーナメントではリチャード・バックウェル（オーストラリア）、米山剛と並んでの10位タイ、ヨネックスオープン広島では真板潔・吉野展弘と並んでの4位タイに入った。
2000年には三菱自動車トーナメントからツアーに出場して1打や2打で予選落ちを続けるが、PGAフィランソロピーでは1998年のKBCオーガスタ（51位タイ）以来となる予選通過を決めた。
2002年には関西オープンで優勝し、2011年の日本プロを最後にレギュラーツアーから引退。
2025年の関西プログランドシニアでは1オーバー8位からスタートした最終日に5バーディ・4ボギーの69で回り、140ストローク、イーブンパーで逆転優勝を飾った。

## 主な優勝
レギュラー
- 1990年 - デサント大阪オープン
- 1993年 - 兵庫県オープン
- 2002年 - 関西オープン

シニア
- 2025年 - 関西プログランドシニア